# 犬塚製作所
株式会社犬塚製作所（いぬつかせいさくしょ、英: INUTSUKA Manufacturing Co.,Ltd.）は、東京都品川区と千葉県山武郡芝山町に本社を置く、特殊自動車製作メーカーである。

## 概要
1919年に創業。空港用車両や電気工事用車両の製造を主力とする。
戦前には懸架式ダンプカー、楕円・溶接構造のタンクローリー、散水車、バキュームカーなどを、戦後にはミキサー車、粉粒体運搬車、高所作業車などを開発した。
しかし、新明和工業、極東開発工業などの量産型特装車メーカーの台頭もあり、犬塚製作所は空港用車両の製造へシフトすることを決断。以降は空港用車両や電気工事用車両、散水車などを主力製品としている。
社長の犬塚悠治郎は中央競馬や地方競馬、フランス競馬の馬主でもあり、ぐりぐり君として知られている。

## 沿革
- 1919年 - 品川区西品川で犬塚特殊自動車工場創業。
- 1937年 - 株式会社犬塚特殊自動車工場設立
- 1938年 - 株式会社犬塚製作所と改称
- 1939年 - 本社工場を品川区東品川に移転
- 1993年 - 千葉県企業庁・芝山第二工業団地に千葉本社工場を建設
- 2009年 - 中国・上海に合弁会社櫻研犬塚机場設備(上海)有限公司を設立

### 手がけた車両の例

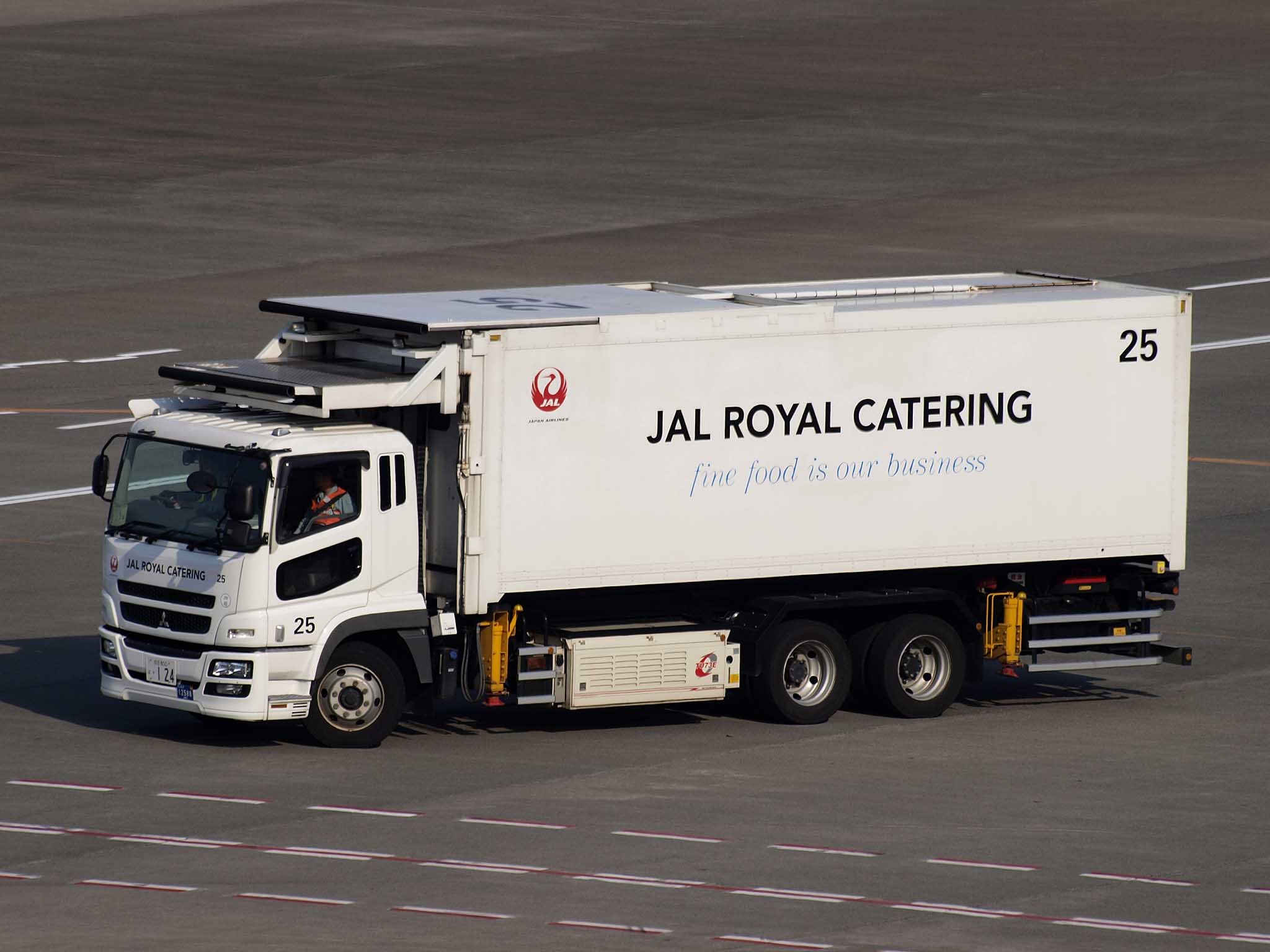
フードローダー（ジャルロイヤルケータリング）
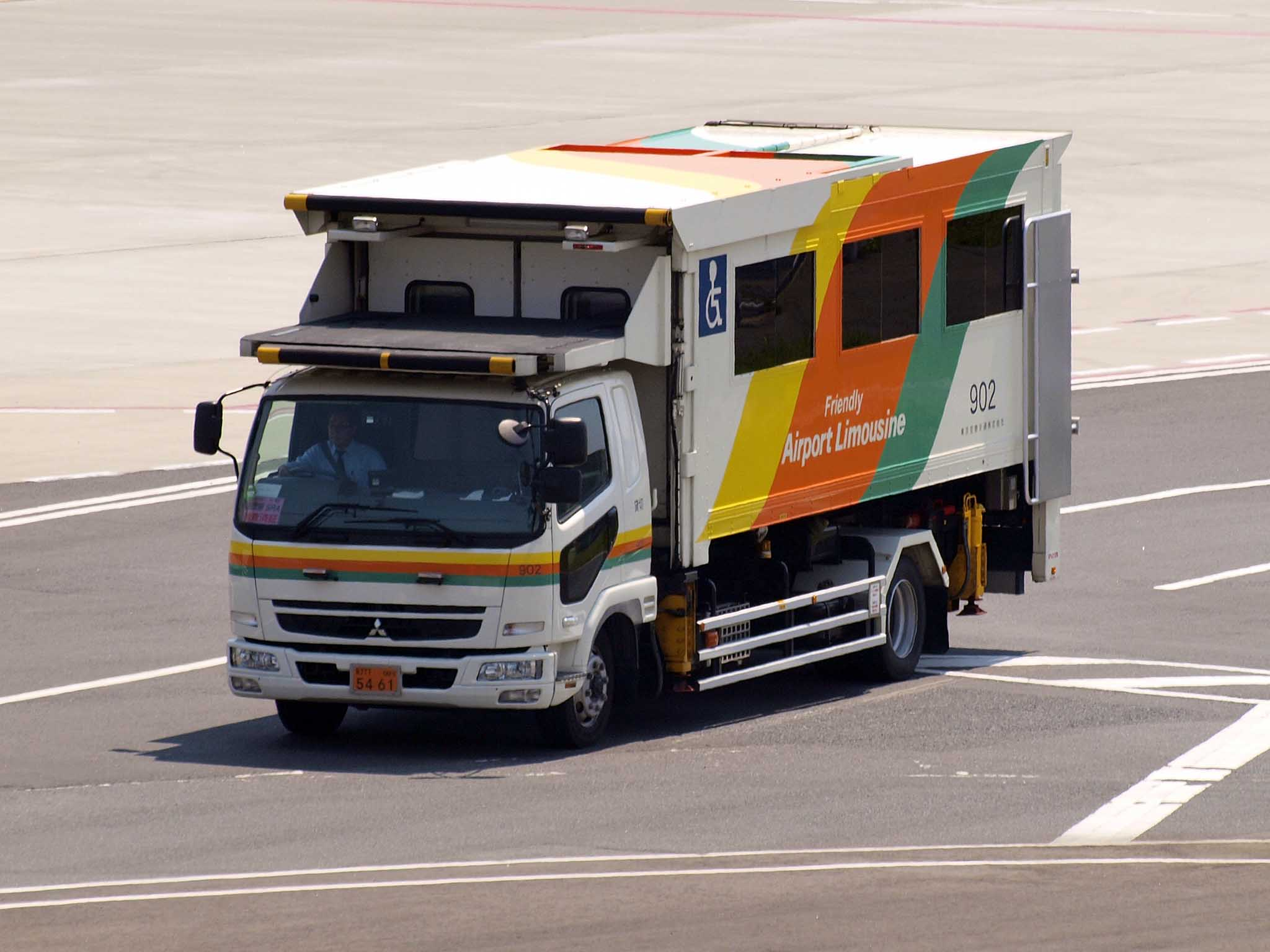
パッセンジャーボーディングリフト（東京空港交通）